# Ashley Beecham
Ashley Beecham (* 23. Mai 1988) ist ein australischer Fußballschiedsrichterassistent. Er steht als solcher seit 2013 auf der Liste der FIFA-Schiedsrichter.

## Karriere
In der heimischen A-League ist er seit der Saison 2009/10 unterwegs. Als Assistent begleitete er international Spiele unter anderem bei der U-23-Asienmeisterschaft 2020 und der Klub-WM 2021. Er wurde zur Weltmeisterschaft 2022 ins Aufgebot der Assistenten berufen.